# Забайкальская улица (Санкт-Петербург)
Забайка́льская улица — проезд в Выборгском районе города Санкт-Петербурга. Проходит по территории исторического района Удельная от проспекта Энгельса до Удельного проспекта.

## История
Улица в Удельной известна с 1887 года как Вытегорская. Этимология первоначального наименования проезда связана с городом Вытегра Олонецкой губернии (ныне — город Вологодской области). 27 февраля 1941 года улица переименована в Забайкальскую по причине нахождения в Ленинграде одноимённой улицы (нынешний Вытегорский переулок на Петроградской стороне).
Название улицы было упразднено 15 мая 1965 года, восстановлено 7 июля 1999 года.

## Пересечения
Забайкальская улица на всём протяжении от (проспекта Энгельса до Удельного проспекта) имеет два пересечения с другими улицами, проходящими по территории исторического района Удельная Выборгского района:
- Костромской проспект (проходит от Поклонногорской ул. [на севере] до Удельного пр. [на юге])
- Ярославский проспект (проходит от Поклонногорской ул. [на севере] до Нежинской ул. [на юге]

## Транспорт
По Забайкальской улице не осуществляется движение общественного городского транспорта. Ближайшая станция метро — «Удельная» 2-й линии Петербургского метрополитена. Ближайшие остановки наземного общественного транспорта  расположены на Удельном проспекте (остановка «Забайкальская улица») и Проспекте Энгельса (остановки «Рашетова улица» (автобусная) и «Рашетова улица» (трамвайная). В данных пунктах осуществляют остановку автобусы, следующие по маршрутам № 38 (по Удельному проспекту) и по маршрутам №№ 85, 86, 208 (по проспекту Энгельса). Также по проспекту Энгельса проходит трамвайная линия; ближайшие к Забайкальской улице остановочные пункты трамвая «Рашетова улица», на которой осуществляют остановку трамваи №№ 9, 20, 21.

## Достопримечательные и общественно-значимые объекты
- Территориальный отдел Управления Федеральной службы по надзору в сфере защиты прав потребителей и благополучия человека по городу Санкт-Петербургу в Выборгском и Калининском районах[4][5]